# Asnières-sur-Oise
Asnières-sur-Oise é uma comuna francesa, situada no departamento de Val-d'Oise na região de Île-de-France.

Brasão de armas de Asnières-sur-Oise.